# Аль-Каїда в Іраку
Аль-Каїда в Іраку (араб. تنظيم قاعدة الجهاد في بلاد الرافدين, кириліз.: Танзім Кайдат аль-Джихад фі Білад аль-Рафідайн, дос. «Організація Бази Джихаду в землі двох річок») (араб. القاعدة في العراق, трансліт. al-Qā'idah fī al-ʿIrāq, abbr. AQI) — салафітська джихадистська організація, пов'язана з Аль-Каїдою. Була заснована 17 жовтня 2004 року і очолювався Абу Мусабом аз-Заркаві та Абу Аюбом аль-Масрі до її розпуску 15 жовтня 2006 року.
Група вела свою історію від створеної у 1999 році організації Джамаат аль-Таухід валь-Джихад. У 2004 році вона присягнула на вірність Аль-Каїді Осами бін Ладена. Під керівництвом Абу Мусаба аль-Заркаві AQI брав участь у різноманітних бойових діях на ранніх етапах повстанського руху в Іраку з метою вигнання очолюваної США коаліції та створення ісламської держави в Іраку. У січні 2006 року AQI та сім інших сунітських партизанських угруповань сформували Раду шури моджахедів (MSC), яка 15 жовтня 2006 року розпалася, утворивши «Ісламську державу Ірак».

## Терористичні акти та акції, скоєні Аль-Каїдою в Іраку
- Страта Сьосей Кода[en]
- Страта Кеннета Біглі[en]
- Вибухи в Кербелі та Наджафі 2004 року[en]
- Штурм в'язниці Абу Грейб[en]
- Терористичний акт у Мусаїбі 2005 року[en]
- Терористичний акт у Багдаді 14 вересня 2005 року[en]
- Терористичний акт у Ханакіні 2005 року[en]
- Викрадення російських дипломатів в Іраку[en]
- Терористичний акт у Кербела-Рамаді 2006 року[en]
- Викрадення солдатів США в Іраку в червні 2006 року[en]